# Colin Colahan

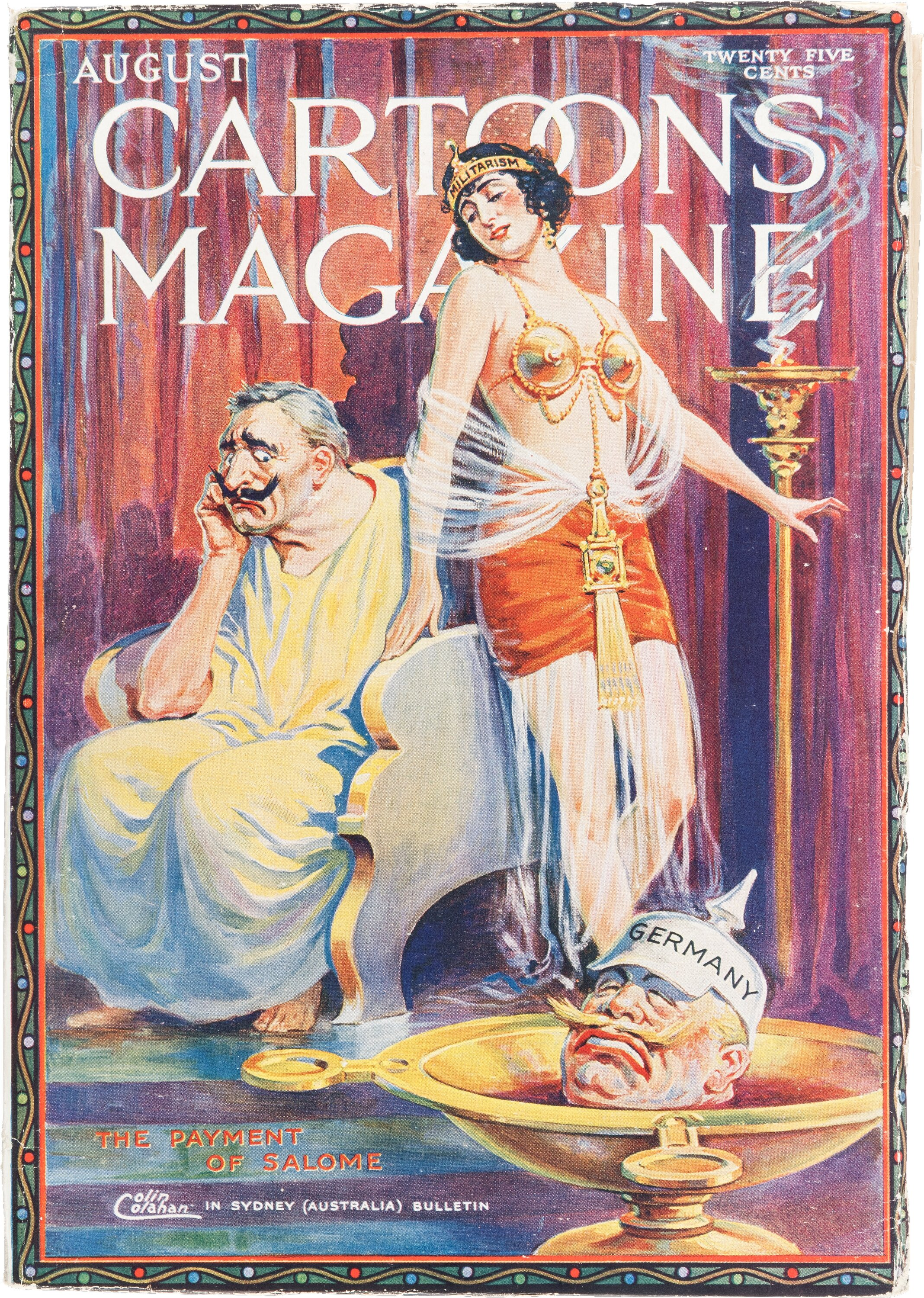
Couverture de Cartoons Magazine en 1916 par Colin Colahan.

Colin Cuthbert Orr Colahan, né le 12 février 1897 à Woodend dans l'État de Victoria et mort le 6 juin 1987 à Vintimille, est un peintre et sculpteur australien.

## Biographie
Colin Cuthbert Orr Colahan naît le 12 février 1897 à Woodend dans l'État de Victoria. Colin Colahan étudie sous la direction du peintre tonaliste Max Meldrum à Melbourne de 1916 à 1919, et poursuit sa formation à Londres et à Paris. Il expose au Salon des Artistes Français.
Il crée la fontaine « Sirena » pour la ville italienne de Bordighera. Sa sculpture de la tête de Victor Smorgon est achetée par la National Gallery of Victoria. Son travail se trouve dans les collections des galeries d'État de Melbourne, d'Adélaïde et de Brisbane. Il est nommé artiste de guerre officiel australien en 1942. 
Un portrait à l'huile de F. Matthias Alexander (de la célèbre « technique Alexander »), peint par Colahan pour commémorer le 80e anniversaire du sujet, est exposé dans le cadre de l'émission Antiques Roadshow de la BBC en mai 2013, alors qu'il est encore en la possession du fils  de l'épouse du neveu d'Alexander.